# Nadwodnik trójpręcikowy
Nadwodnik trójpręcikowy (Elatine triandra Schkuhr) – gatunek rośliny z rodziny nadwodnikowatych.

## Rozmieszczenie geograficzne
Występuje w Europie, północnej Azji, północnej Ameryce Północnej i południowo-zachodniej Afryce. W Polsce znany z około 50 stanowisk, z czego połowa wyginęła. Najwięcej stanowisk znajduje się w Kotlinie Oświęcimskiej.

## Morfologia
ŁodygaDługa do 8 cm, wiotka, płożąca się lub podnosząca, w węzłach zakorzeniająca się, silnie rozgałęziona.
LiścieNaprzeciwległe, eliptyczne lub równowąskie, długości do 10 mm i szerokości 1–2 mm, z bardzo krótkim ogonkiem lub prawie siedzące, z drobnymi przylistkami.
KwiatyDrobniutkie, siedzące pojedynczo w kątach liści. Kielich dwu-, rzadziej trójdzielny. Płatki korony trzy, białe lub jasnoróżowe, dłuższe od działek. Pręciki trzy, słupek górny z trzema szyjkami.
OwoceSiedząca, kulistawa torebka, otwierająca się trzema klapami. Nasiona liczne, do 2 mm długości.

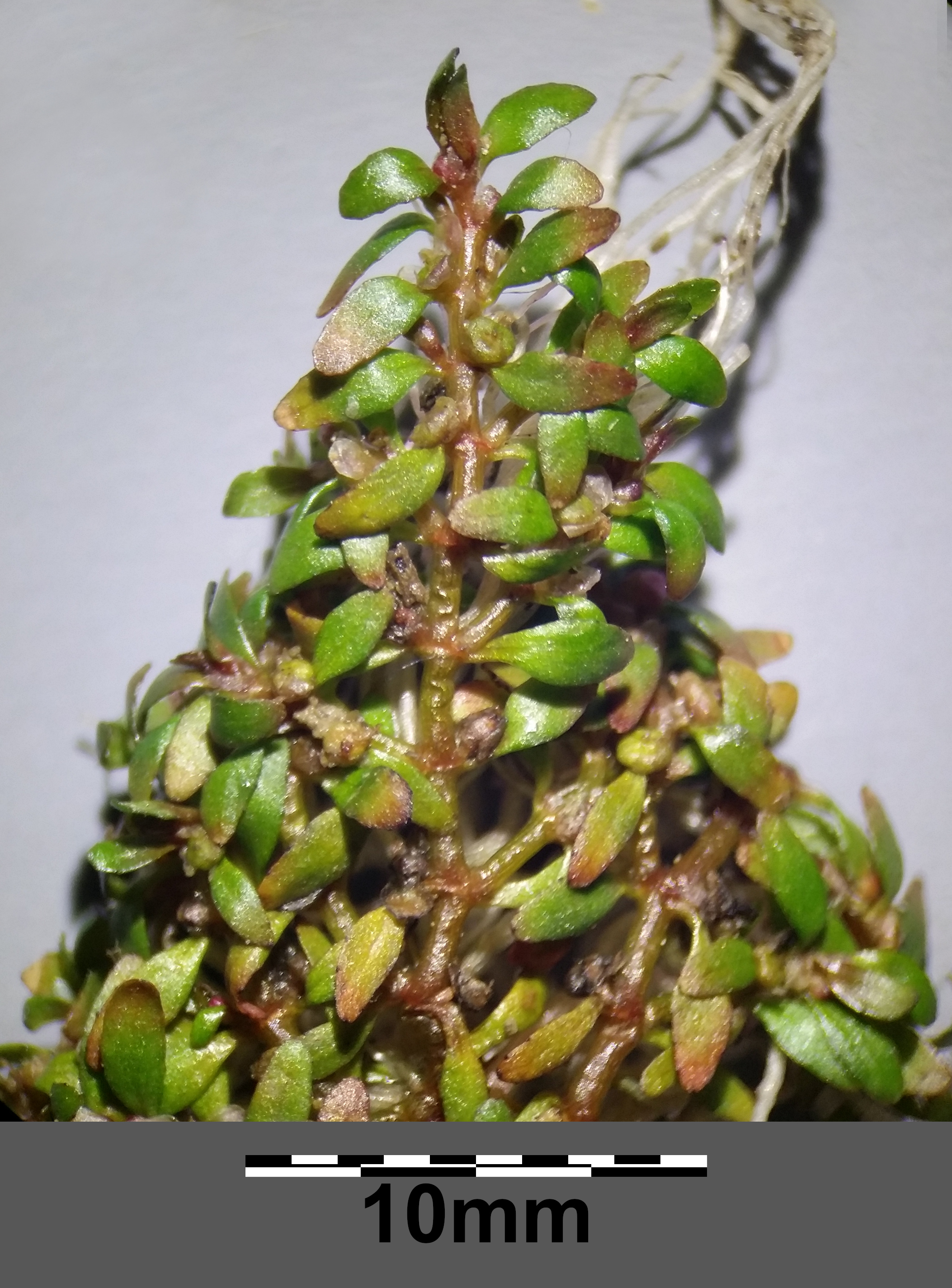
Owocujący pęd
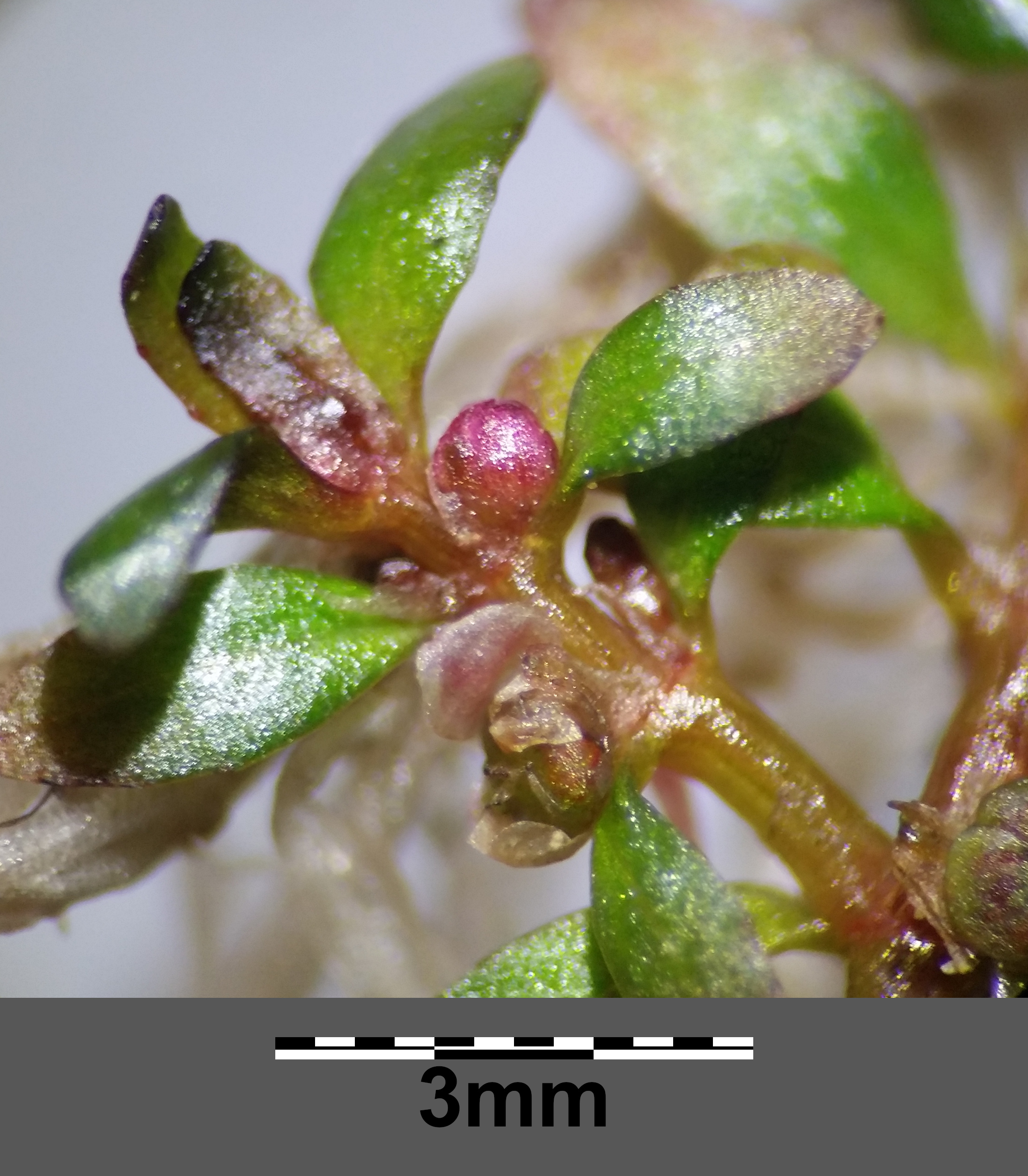
Pęd z liśćmi i pąkiem kwiatowym
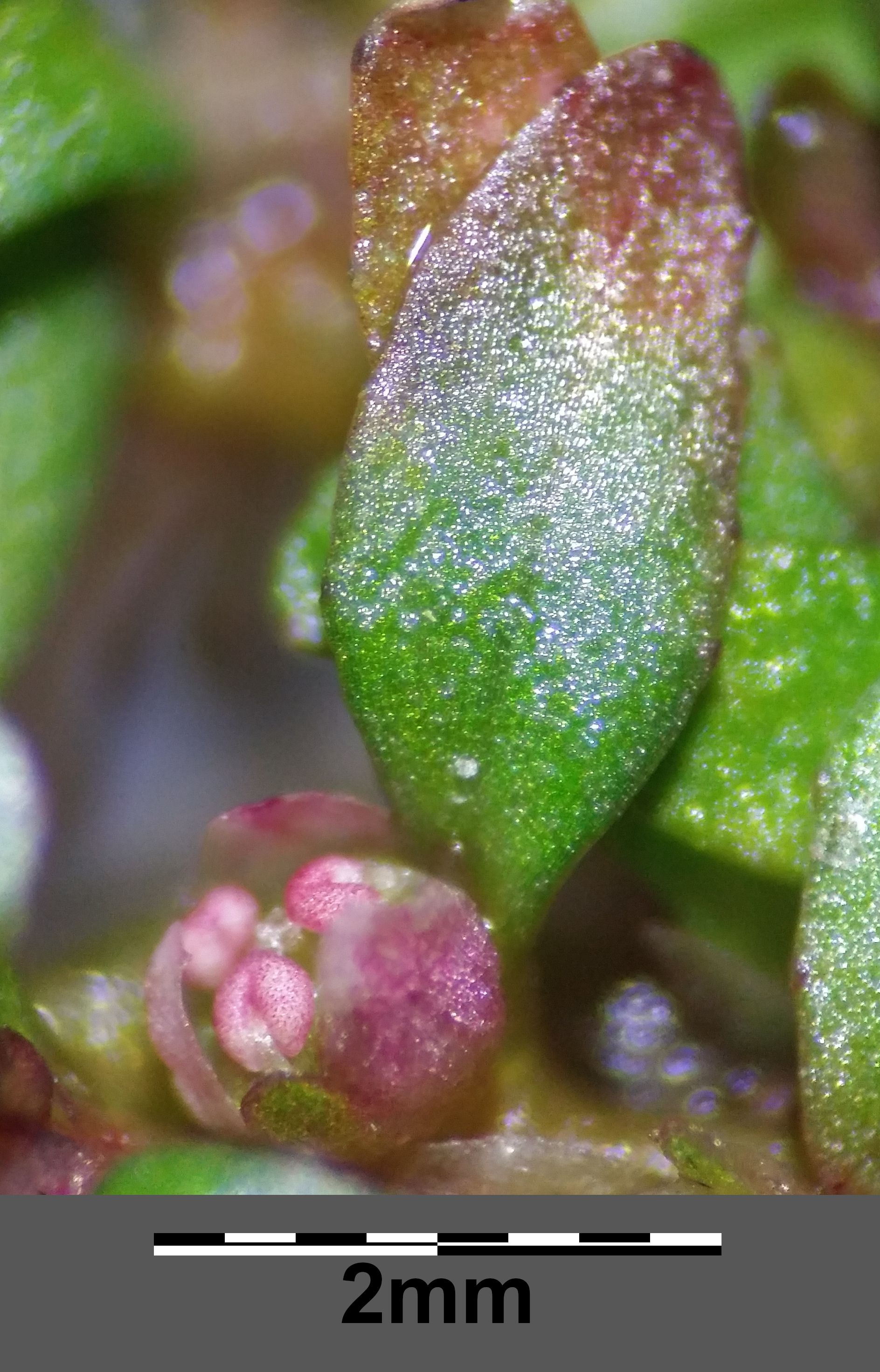
Liść i kwiat
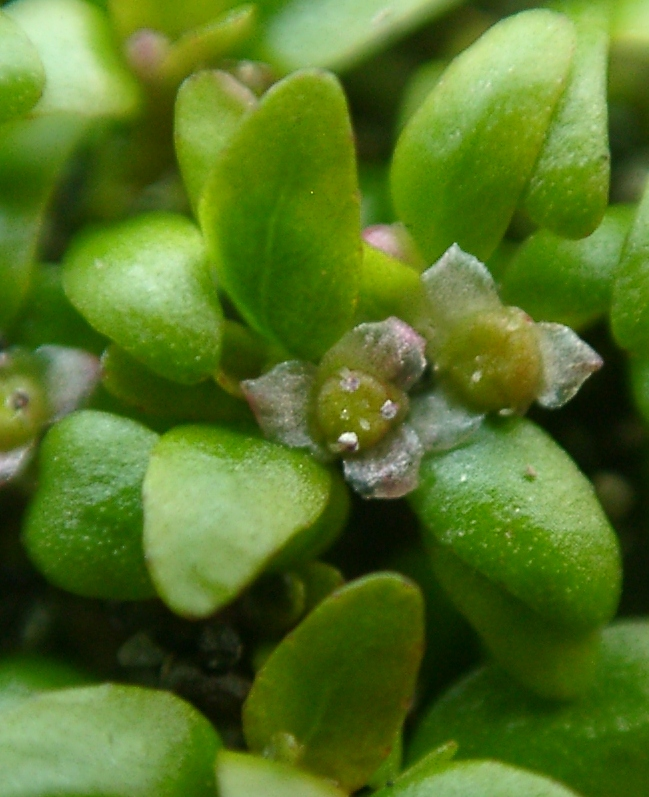
Kwiaty
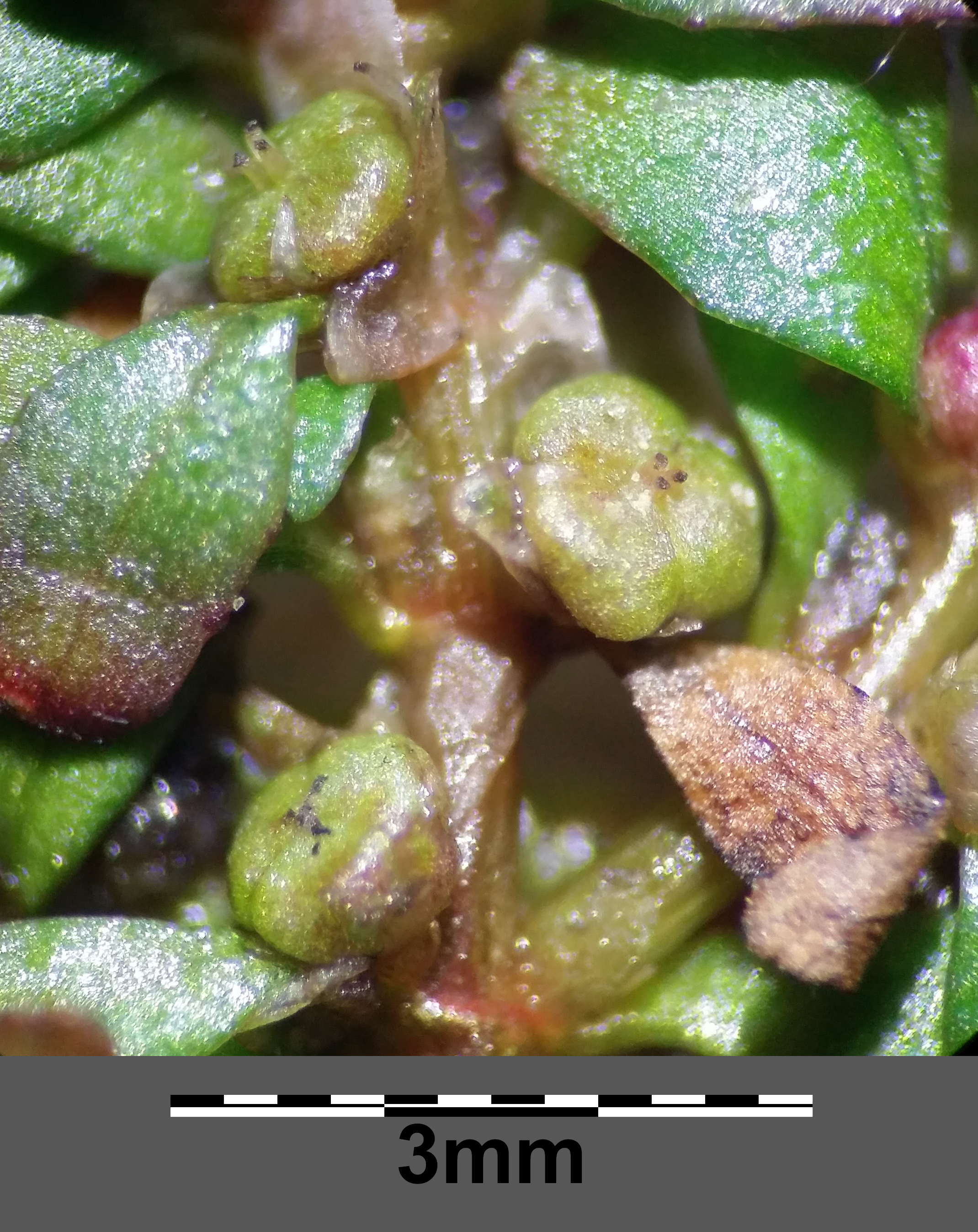
Owoce

## Biologia i ekologia
Roślina jednoroczna. Kwitnie od czerwca do września. Rozprzestrzenia się za pośrednictwem ptaków (ornitochoria). Rośnie głównie na dnie wysychających stawów, a także na ich obrzeżach, w kałużach, rowach i w wilgotnych zagłębieniach na drogach leśnych. Gatunek charakterystyczny zespołu Eleocharetum ovatae.

## Zagrożenia i ochrona
Roślina od 2014 roku jest objęta w Polsce ochroną częściową. W latach 2004–2014 gatunek podlegał ochronie ścisłej. Umieszczony jest w Polskiej Czerwonej Księdze Roślin (2001) w grupie gatunków narażonych na wyginięcie (kategoria VU). W wydaniu z 2014 roku otrzymał kategorię EN (zagrożony). Tę samą kategorię posiada na polskiej czerwonej liście. Źródłem zagrożeń jest niszczenie i zanikanie jego siedlisk z powodu zanieczyszczenia wód i intensywnej gospodarki hodowlanej w stawach.